# Фабрициус (лунный кратер)
Кратер Фабрициус (лат. Fabricius) — большой ударный кратер в южном полушарии видимой стороны Луны. Название присвоено в честь немецкого астронома Давида Фабриция (1564—1617) и утверждено Международным астрономическим союзом в 1935 г. Образование кратера относится к эратосфенскому периоду.

## Описание кратера

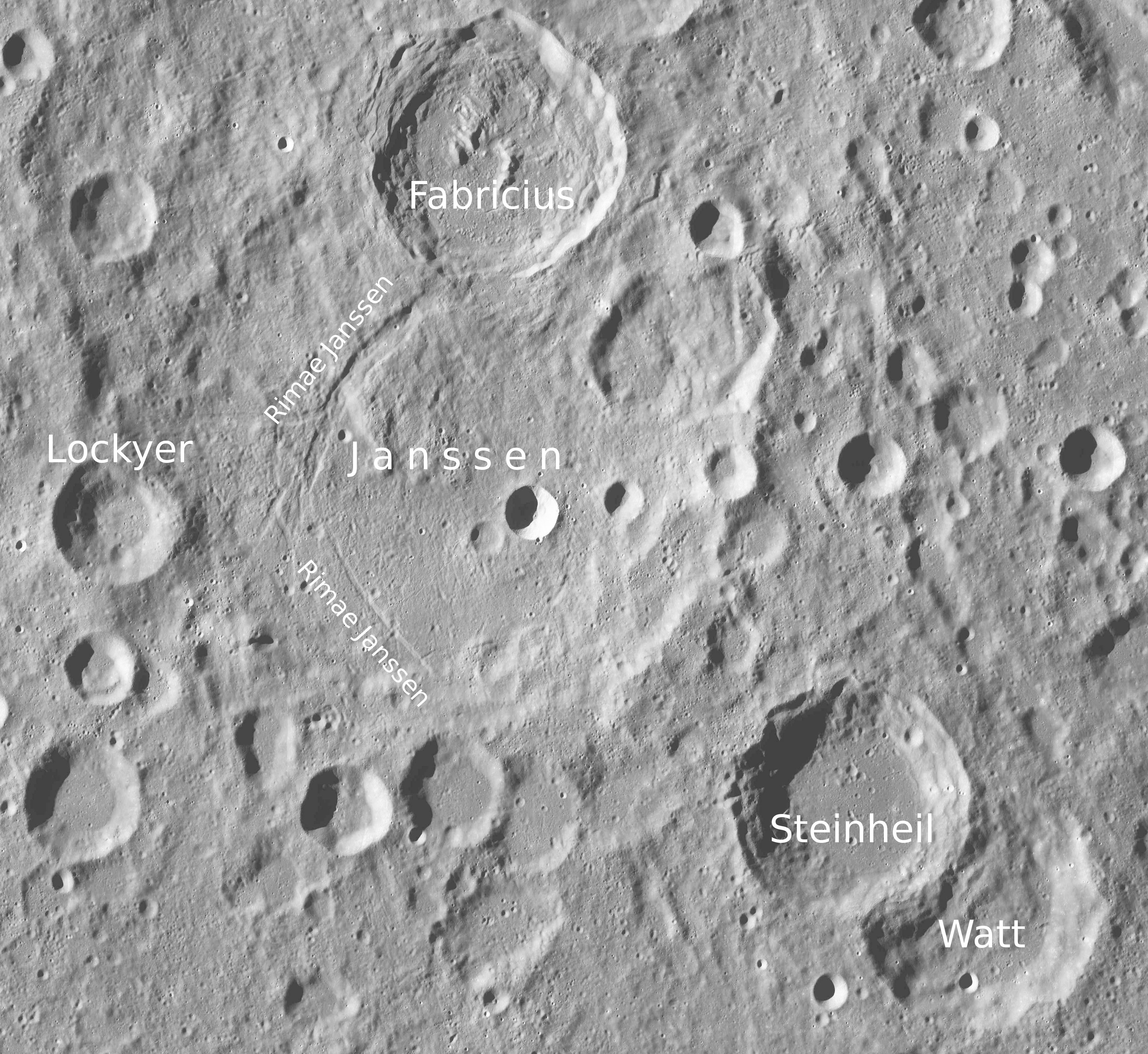
Окрестности кратера Фабрициус. Снимок зонда Lunar Reconnaissance Orbiter.

Кратер Фабрициус расположен в северо-восточной части чаши огромного кратера Жансен. Ближайшими его соседями являются кратер Бреннер на севере-северо-западе; кратер Метий примыкающий к нему на северо-востоке и кратер Локьер на юго-западе. Селенографические координаты центра кратера 42°45′ ю. ш. 41°50′ в. д. / 42,75° ю. ш. 41,84° в. д., диаметр 78,9 км, глубина 2,8 км.
Кратер Фабрициус имеет полигональную форму с небольшим выступом в северной части и практически не разрушен. Вал кратера несколько сглажен в западной части, но сохранил достаточно четкие очертания.  Внутренний склон террасовидной структуры, восточная часть вала несколько шире западной. От юго-западной оконечности внешнего склона отходит широкая долина в чаше кратера Жансен. Высота вала над окружающей местностью достигает 1340 м, объем кратера составляет приблизительно 5600 км³.  Дно чаши кратера пересеченное, изобилует отдельно стоящими холмами и небольшими хребтами. В центре чаши расположен массивный округлый пик от которого в южном направлении отходит короткий хребет. Широкий хребет отходит также от северной части внутреннего склона, изгибаясь в юго-западном направлении. Состав центрального пика - анортозит (A), габбро-норито-троктолитовый анортозит с содержанием плагиоклаза 85-90 % (GNTA1) и габбро-норито-троктолитовый анортозит с содержанием плагиоклаза 80-85 % (GNTA2)..
Кратер Фабрициус обладает яркой отражательной способностью в радарном диапазоне 70 см, что объясняется небольшим возрастом кратера и наличием многих неровных поверхностей и обломков пород.

## Сателлитные кратеры

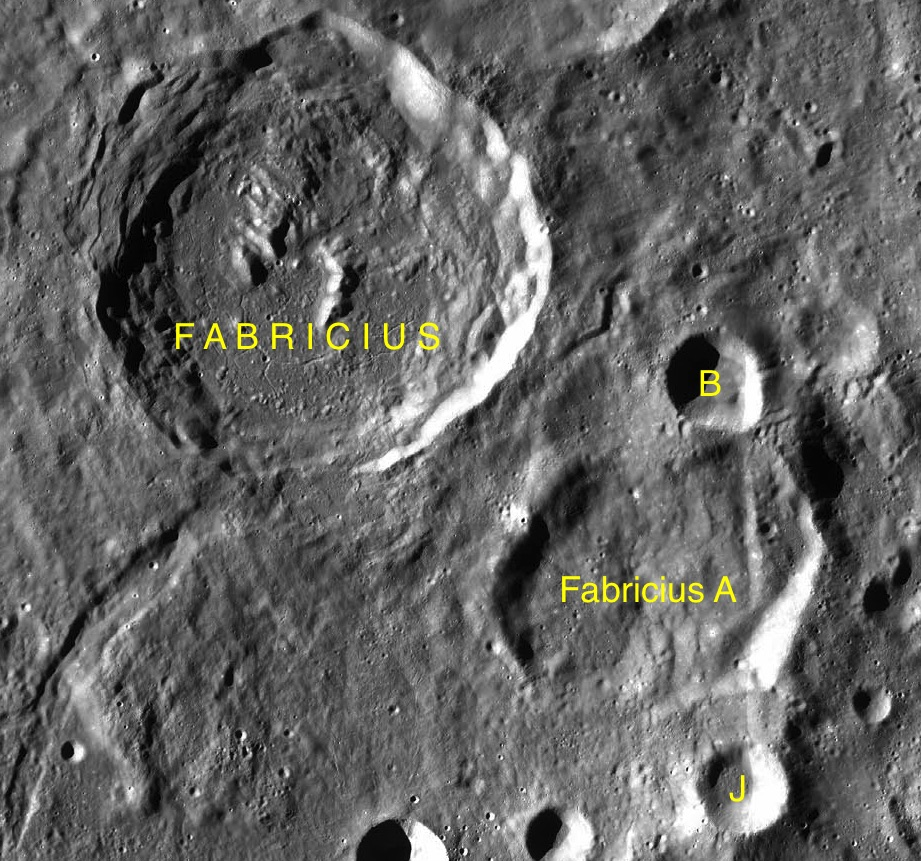
Фрагмент карты LAC-114.

| Фабрициус | Координаты                                            | Диаметр, км |
| --------- | ----------------------------------------------------- | ----------- |
| A         | 44°38′ ю. ш. 44°24′ в. д. / 44,64° ю. ш. 44,4° в. д.  | 55,0        |
| B         | 43°34′ ю. ш. 44°51′ в. д. / 43,56° ю. ш. 44,85° в. д. | 16,6        |
| J         | 45°50′ ю. ш. 45°02′ в. д. / 45,83° ю. ш. 45,04° в. д. | 15,6        |

## См.также
- Список кратеров на Луне
- Лунный кратер
- Морфологический каталог кратеров Луны
- Планетная номенклатура
- Селенография
- Минералогия Луны
- Геология Луны
- Поздняя тяжёлая бомбардировка